# Marvin Pontiac: The Asylum Tapes
Marvin Pontiac: The Asylum Tapes (generalmente abbreviato solo in The Asylum Tapes) è il secondo album in studio dell'immaginario musicista indie rock afroamericano Marvin Pontiac (inventato da John Lurie), pubblicato il 22 novembre 2017 dalla Strange & Beautiful Music.

## Descrizione
Durante la sua permanenza nell'istituto mentale, Marvin Pontiac registrò 24 brani con strumenti di vario tipo, come la chitarra, il sitar e l'armonica. In qualche brano, come I Want To Get Out Of Here, si sentono anche gli altri pazienti dell'istituto mentale che cantano insieme a lui.

## Tracce
Testi e musiche di John Lurie.
1. Unbelievable – 0:56
2. I Hope She Is Okay – 1:58
3. My Bear To Cross – 2:20
4. Hollerin' – 1:40
5. I Don't Have A Cow – 1:43
6. It's Always Something. It's Never Nothing. – 2:42
7. We Are The Frog People – 2:25
8. Let Me Tell You – 2:39
9. I Am A Man – 3:28
10. I Don't Like to Stand On Line – 1:23
11. Baby Pigs – 1:24
12. You're Going To Miss Me – 1:55
13. I Want To Get Out Of Here – 1:15
14. Beastliness – 2:41
15. I Am Not Crazy – 1:41
16. Temple Of Banjos – 3:05
17. Santa Claus – 1:10
18. Godzilla – 2:18
19. Don't Fuck With Me – 1:30
20. My Little Garden Gnome – 2:10
21. Horse Fell Down The Well – 6:10
22. I Like To Wear Funny Outfits – 1:07
23. Little Banjo – 1:14
24. I Am Not Alone – 1:34

Durata totale: 50:28